# Intelligent Music Project
Gli Intelligent Music Project sono un supergruppo bulgaro fondato nel 2012 dal frontman Ronnie Romero.
Hanno rappresentato la Bulgaria all'Eurovision Song Contest 2022 con il brano Intention.

## Storia
Il supergruppo è stato fondato dal cantante e musicista rock cileno Ronnie Romero; di esso hanno fatto parte, fra gli altri, Simon Phillips, John Payne, Carl Sentance, Bobby Rondinelli e Todd Sucherman. Hanno pubblicato il loro album di debutto nel 2012, e da allora hanno prodotto musica e realizzato tournée regolarmente.
Nel novembre del 2021 è stato annunciato che l'emittente televisiva bulgara BNT li ha selezionati internamente per rappresentare il paese all'Eurovision Song Contest 2022 a Torino. Il loro brano eurovisivo, Intention, è uscito il 5 dicembre successivo, il primo della stagione. La composizione del gruppo per l'evento ha visto Ronnie Romero come cantante e Bisser Ivanov, Slavin Slavčev, Ivo Stefanov, Dimităr Sirakov e Stojan Jankulov come musicisti. Jankulov aveva in precedenza rappresentato la Bulgaria all'Eurovision nelle edizioni del 2007 e del 2013. Nel maggio successivo gli Intelligent Music Project si sono esibiti durante la prima semifinale della manifestazione europea, dove si sono piazzati al 16º posto su 17 partecipanti con 29 punti totalizzati, non riuscendo a qualificarsi per la finale.

## Discografia

### Album in studio
- 2012 – The Power of Mind
- 2014 – My Kind o' Lovin'
- 2015 – Touching the Divine
- 2018 – Sorcery Inside
- 2020 – Life Motion
- 2021 – The Creation

### Singoli
- 2020 – Every Time
- 2020 – I Know
- 2021 – Listen
- 2021 – Sometimes & Yesterdays That Mattered
- 2021 – Intention
- 2022 – New Hero